# سلیم سینه‌بلوطی
سلیم سینه‌بلوطی (نام علمی: Charadrius asiaticus) نام یک گونه از سرده سلیم‌های طوق‌دار است. این پرنده ۱۹ سانتی‌متر طول دارد؛ یک سلیم باریک جثه با پاها و گردن نسبتاً دراز و قامت راست. در همه فصول با پیشانی کمرنگ، ابروی روشن، نوار چشمی قهوه‌ای و خط بالی کمرنگ مشخص می شود. در تابستان روی سینه آن نوار پهن قهوه‌ای مایل به قرمزی دیده می‌شود که حد پایینی آن سیاه است. در زمستان این نوار خیلی کمتر نمایان است ولی اثری از آن مشاهده می شود.

## زیستگاه
زمین‌های هموار شوره‌زار یا رستنی در نقاط بیابانی و نیمه بیابان و اغلب نزدیک آب.
ضمن مهاجرت در کشتزارها و علفزارها دیده می‌شود.

## پراکندگی
سلیم سینه‌بلوطی به صورت مهاجر عبوری نسبتاً فراوان است و تقریباً در همه‌جای ایران دیده می شود. طبق گفته Zarudny در حوضه هری‌رود در شمال شرقی خراسان زادوولد می کرده است.

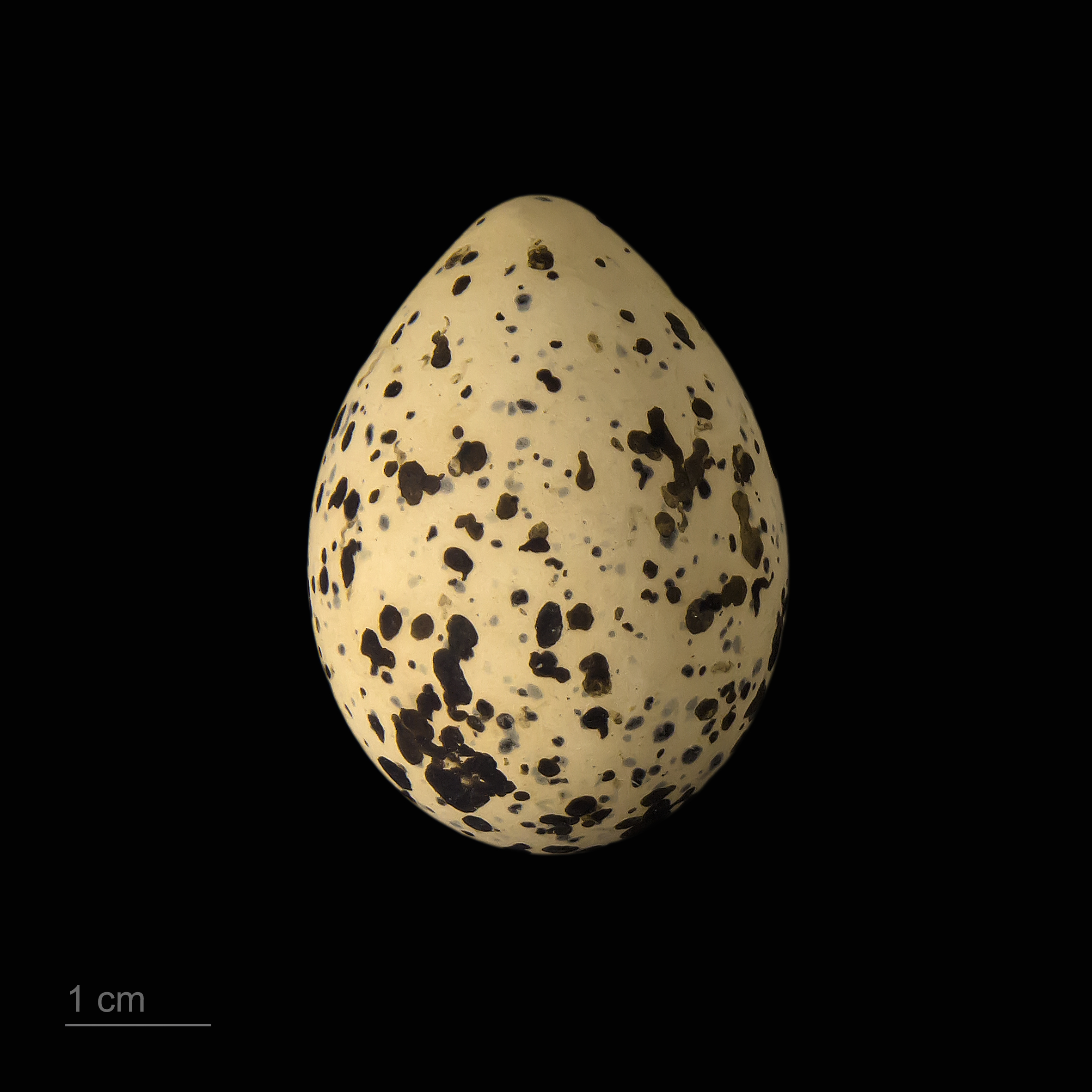
Charadrius asiaticus